# Драгомирово (Струмишко)
Вижте пояснителната страница за други значения на Драгомирово.
Драгомирово (на македонска литературна норма: Драгомирово) е бивше село в Северна Македония, разположено на територията на община Босилово, Струмишко.

## География
Селото е било разположено в средата на Струмишкото поле на пътя Струмица – Берово, между селата Дабиля и Петралинци, близо до днешното село Босилово.

## История
Драгомирово се споменава в османски преброителен дефтер от 1519 година като населено място с 546 жители, от които 541 са християни и само 5 са мюсюлмани.
През XIX век Драгомирово е малко чисто българско село, числящо се към Струмишката кааза на Османската империя. В „Етнография на вилаетите Адрианопол, Монастир и Салоника“, издадена в Константинопол в 1878 година и отразяваща статистиката на населението от 1873 година, Драгомирово (Dragomirovo) е посочено като село с 20 домакинства, като жителите му са 71 българи. Според статистиката на Васил Кънчов („Македония. Етнография и статистика“) от 1900 година селото е населявано от 195 жители българи християни.
По данни на секретаря на екзархията Димитър Мишев („La Macédoine et sa Population Chrétienne“) през 1905 година в Драгомирово (Dragomirovo) има общо 72 християни, от които 40 българи екзархисти, 8 българи протестанти и 24 цигани.
По време на Балканските войни (1912 – 1913) Драгомирово е опожарено и изселено.
През 1935 година властите полагат усилия да възродят селото, като заселват 10 сръбски колонистки семейства с произход от Далмация, Черна гора и Сърбия. По време на Втората световна война през 1941 година колонистките семейства напускат селото.

## Личности
Родени в Драгомирово
- Васил Драгомиров (1881 – 1969), български просветен деец и революционер